# 东晋故事新编
《东晋故事新编》是中国作家马舒编著的一部关于东晋历史的通俗历史读物。内容包括从司马睿南渡到东晋灭亡共112个历史故事。接续在文革中的去世的林汉达所著的《故事新编》系列（《东周列国故事新编》《前后汉故事新编》《三国故事》），由中华书局首次出版，之前有《西晋故事新编》，其后又有《南北朝故事新编》。
1. 过江之鲫
2. 一马化为龙
3. 百炼钢
4. 李矩连败汉军
5. 汉天王昙花一现
6. 棘城之战
7. 中流击楫
8. 智取浚仪城
9. 如此中兴名士
10. 王与马，共天下
11. 王敦逼京城
12. 周顗遇害
13. 吾寿几何
14. 勿越雷池一步
15. 苏峻之乱
16. 高山崩，石自破
17. 葛洪炼丹
18. 《搜神记》
19. 刘曜耀武关中
20. 石勒灭前赵
21. 石勒的继承人
22. 石虎夺位
23. 前燕的兴起
24. 丰年玉和荒年谷
25. 桓温伐蜀
26. 石氏崇佛
27. 天崩地陷
28. 举起长柄大斧造反
29. 石虎病亡前后
30. 褚裒北伐受挫
31. 高鼻多须者遭殃
32. 苻健取关中
33. 冉闵之死
34. 计取传国宝玺
35. 咄咄怪事
36. 不渡灞水
37. 独眼暴君
38. 桓温的心事
39. 东山再起
40. 兰亭序
41. 二王
42. 庚戌土断
43. 枋头之战
44. 王猛辅前秦
45. 卖水的统帅
46. 海西公
47. 新亭宴
48. 七十五年和十天
49. 逆婿逆侄和逆子
50. 夫人城
51. 璇玑图诗
52. 梁祝化蝶的传说
53. 北府兵
54. 投鞭断流
55. 草木皆兵
56. 飞鹰闻风而起
57. 阿房城的凤凰
58. 缺角的城
59. 进军流沙
60. 苻丕的败灭
61. 打哭仗
62. 六十里和六百里
63. 前秦亡国
64. 哭祭参合陂
65. 醉皇帝和醉丞相
66. 人面狗心
67. 雕塑家
68. 所谓兴晋阳之甲
69. 拓跋珪大举伐燕
70. 军民死守中山
71. 父子火并龙城
72. 反战怒火
73. 慕容盛复仇
74. 黄头小人
75. 咄咄逼人
76. 顾痴三绝
77. 乘龙上天
78. 南凉、北凉和西凉
79. 逼上长安
80. 柴壁鏖战
81. 献马羊，得姑臧
82. 统万城
83. 难免一死
84. 五斗米道
85. 孙恩起义
86. 重整旗鼓
87. 壮烈投海
88. 登船不开船
89. 桓玄篡位
90. 刘裕发难
91. 迁都江陵
92. 依旧九十九个江心洲
93. 慕容熙盛葬苻皇后
94. 北燕取代后燕
95. 喋血天安殿
96. 妍皮不裹痴骨
97. 广固城隍夷为平地
98. 益智粽与续命汤
99. 芦生漫漫竟天半
100. 卢循的失败
101. 兵变拥立成都王
102. 刘毅自作自受
103. 督护歌
104. 广平公之难
105. 刘裕西征
106. 轻取长安
107. 百姓愤逐晋军
108. 万里求经
109. 不为五斗米折腰
110. 桃花源
111. 结缘庐山
112. 晋代衣冠成古丘